# Verona (ime)
Verona je žensko osebno ime.

## Izvor imena
Ime Verona je različica ženskega osebnega imena Veronika.

## Pogostost imena
Po podatkih Statističnega urada Republike Slovenije je bilo na dan 31. decembra 2007 v Sloveniji število ženskih oseb z imenom Verona: 288.

## Osebni praznik
Osebe z imenom Verona lahko godujejo takrat kot Veronika.